# Moravany (okres Michalovce)
Moravany (Hongaars:Morva) is een Slowaakse gemeente in de regio Košice, en maakt deel uit van het district Michalovce.
Moravany telt 1040 inwoners.